# Меж высоких хлебов
«Меж высоких хлебов» — советский художественный фильм 1970 года, полнометражный режиссёрский дебют Леонида Миллионщикова.

## Сюжет
Колхозный конюх и мастер на все руки Павло Стручок (Евгений Леонов) в селе Голубовка был добрым и отзывчивым человеком. Сын давно уехал в Киев, а жена умерла. Сватался он к ладной вдове Одарке (Зинаида Дехтярёва). Соседка Тодоска (Маргарита Криницына) приваживала его, но и не могла она забыть мужа Платона, погибшего на войне. Многим помогал Павло, но не мог отказаться и от магарыча, что заставляло переживать Одарку. А ведь у неё дочь уже была девкой на выданье, и за ней ухаживал гарный местный хлопец Иван, собирающийся поступать в мореходное училище. Увивался он постоянно возле Олеси, из-за чего снижались трудовые показатели по ремонту сельхозтехники, что возмущало председателя. Магарыч довёл Павла до народного суда, после чего конюх подался в Киев к сыну. Но городская жизнь оказалась не для него, и вернулся Павло в родное село, а тут и Одарка сменила гнев на милость.

## В ролях
- Евгений Леонов — Павло Гнатович Стручок, колхозный конюх
- Зинаида Дехтярёва — Одарка Ивановна
- Маргарита Криницина — Тодоска[1]
- Галина Микеладзе — Олеся, дочь Одарки
- Лев Прыгунов — Дима Лещенко, инженер из Киева
- Генрих Осташевский — Мирон Григорьевич Конопля, председатель
- Иван Симоненко — Иван Семенюта, ухажёр Олеси
- Евгений Коваленко — Фома Семенюта, кладовщик и браконьер
- Дмитрий Капка — дед Матвей, кореш Фомы Семенюты
- Николай Яковченко — дед Максим
- Владимир Васильев — пожарный, кореш Фомы Семенюты
- Зоя Фёдорова — Мотря, продавщица
- Василий Переплётчиков — судья в фантазиях Стручка
- Виктор Мягкий — эпизод
- Николай Погодин — монтажник
- Елена Вольская — продавщица
- Александр Лебедев — водитель-юморист
- Владимир Пицек — парикмахер в Киеве
- Юрий Тавров — Богдан, сын Павла
- Вячеслав Кутаков — односельчанин
- Лариса Буркова — участница собрания
- Любовь Тищенко — участница собрания
- Людмила Алфимова — Фрося, участница собрания
- Вера Титова — Настя, повариха, участница собрания
- Нина Грекова — жена деда Матвея
- Лев Перфилов — сосед Богдана (нет в титрах)

## Съёмочная группа
- Автор сценария: Иван Стаднюк, Леонид Миллионщиков
- Режиссёр: Леонид Миллионщиков
- Оператор: Николай Луканев
- Композитор: Александр Билаш
- Художник: Олег Передерий
- Звукооператор: Анатолий Нетребенко[укр.], В. Фролков
- Автор текста песни «Київ — пісня моя!» — Михаил Ткач

## Факты
- Многие эпизоды фильма снимались в селе Лесоводы Хмельницкой области, часть — в городе Киеве[2][3].
- Маргариту Криницыну на роль Тодоски, после 9-летнего перерыва в больших ролях, утвердили благодаря содействию Василия Большака, в то время председателя Госкино Украинской ССР[4].
- В фильме прозвучала песня «Київ — пісня моя!» на слова поэта Михаила Ткача.
- Прокат (1972, 18-е место) — 25,5 миллионов зрителей.